# Amerikai Story (franchise)
Az Amerikai Story amerikai antológia  franchise, amely több televíziós sorozatból áll, amelyeket Ryan Murphy és Brad Falchuk készített az FX számára. Minden sorozat más-más műfajú fikciót követ, minden egyes évad más történetet és más karaktereket mutat be. Sok színész több évadban és sorozatban is megjelenik, többnyire új karaktert alakítva.

## Háttér
2011 februárjában az FX hivatalosan berendelte a sorozat pilot epizódját, melyet Murphy és Falchuk írt, és Murphy rendezett. A sorozat gyártása 2011 áprilisában kezdődött. 2011 júliusában az FX hivatalosan bejelentette, hogy a projekt teljes sorozat lesz.
Murphy és Falchuk kezdettől fogva azt tervezték, hogy a sorozat minden évadja más-más történetet fog elmesélni. Az első évad fináléjának sugárzása után Murphy arról beszélt, hogy a második évadban változtatni szeretne a szereplőkön és a helyszínen. Azonban azt mondta, hogy néhány színész visszatér az első évadból. "A visszatérő emberek teljesen más karaktereket, lényeket, szörnyeket játszanak majd.
2014. október 7-én bejelentették, hogy az FX berendelt egy 10 részes testvérsorozatot American Crime Story címmel, amelyet Scott Alexander és Larry Karaszewski fejlesztett ki. Míg az Amerikai Horror Story minden évadja egy új horror témára összpontosít, az American Crime Story minden évadja egy új, igaz történeten alapuló krimit mesél el.  2020. május 11-én Murphy elárulta, hogy American Horror Stories spin-off sorozatot fejlesztenek, melynek nem minden évada kap egy új történetet, hanem minden epizódja.
2021. augusztus 13-án bejelentették, hogy az FX két új spin-off sorozatot rendelt be American Love Story és American Sports Story címen.

## Évados áttekintés
| Sorozat                 | Évad | Évad | Cím                                 | Részek száma | Sugárzás             | Sugárzás            | Sugárzás         | Sugárzás            | Sugárzás            | Sugárzás        |
| Sorozat                 | Évad | Évad | Cím                                 | Részek száma | Eredeti sugárzás     | Eredeti sugárzás    | Eredeti sugárzás | Magyar sugárzás     | Magyar sugárzás     | Magyar sugárzás |
| Sorozat                 | Évad | Évad | Cím                                 | Részek száma | Premier              | Évadzáró            | Adó              | Premier             | Évadzáró            | Adó             |
| ----------------------- | ---- | ---- | ----------------------------------- | ------------ | -------------------- | ------------------- | ---------------- | ------------------- | ------------------- | --------------- |
| Amerikai Horror Story   |      | 1    | A gyilkos ház                       | 12           | 2011. október 5.     | 2011. december 21.  | FX               | 2013. június 7.     | 2013. augusztus 23. | Viasat 6        |
| Amerikai Horror Story   |      | 2    | Zártosztály                         | 13           | 2012. október 17.    | 2013. január 23.    | FX               | 2013. augusztus 30. | 2013. november 22.  | Viasat 6        |
| Amerikai Horror Story   |      | 3    | Boszorkányok                        | 13           | 2013. október 9.     | 2014. január 29.    | FX               | 2014. október 10.   | 2015. január 2.     | Viasat 6        |
| Amerikai Horror Story   |      | 4    | Rémségek cirkusz                    | 13           | 2014. október 8.     | 2015. január 21.    | FX               | 2015. április 3.    | 2015. május 15.     | Viasat 6        |
| Amerikai Horror Story   |      | 5    | Hotel                               | 12           | 2015. október 7.     | 2016. január 13.    | FX               | 2016. április 29.   | 2016. június 3.     | Viasat 6        |
| Amerikai Horror Story   |      | 6    | Roanoke                             | 10           | 2016. szeptember 14. | 2016. november 16.  | FX               | 2017. június 9.     | 2017. augusztus 11. | Viasat 6        |
| Amerikai Horror Story   |      | 7    | Szekta                              | 11           | 2017. szeptember 5.  | 2017. november 14.  | FX               | 2018. március 6.    | 2018. május 16.     | Viasat 6        |
| Amerikai Horror Story   |      | 8    | Apokalipszis                        | 10           | 2018. szeptember 12. | 2018. november 14.  | FX               | 2019. április 6.    | 2019. június 5.     | Viasat 6        |
| Amerikai Horror Story   |      | 9    | 1984                                | 9            | 2019. szeptember 18. | 2019. november 13.  | FX               | 2020. március 16.   | 2020. november 2.   | Viasat 6        |
| Amerikai Horror Story   |      | 10   | Double Feature                      | 10           | 2021. augusztus 25.  | 2021. október 20.   | FX               | TBA                 | TBA                 | TBA             |
| Amerikai Horror Story   |      | 11   | TBA                                 | TBA          | TBA                  | TBA                 | FX               | TBA                 | TBA                 | TBA             |
| Amerikai Horror Story   |      | 12   | TBA                                 | TBA          | TBA                  | TBA                 | FX               | TBA                 | TBA                 | TBA             |
| Amerikai Horror Story   |      | 13   | TBA                                 | TBA          | TBA                  | TBA                 | FX               | TBA                 | TBA                 | TBA             |
| American Crime Story    |      | 1    | Az O. J. Simpson-ügy                | 10           | 2016. február 2.     | 2016. április 15.   | FX               | 2016. május 23.     | 2016. július 25.    | Cinemax         |
| American Crime Story    |      | 2    | The Assassination of Gianni Versace | 9            | 2018. január 17.     | 2018. március 21.   | FX               | TBA                 | TBA                 | TBA             |
| American Crime Story    |      | 3    | Impeachment                         | 10           | 2021. szeptember 7.  | 2021. november 9.   | FX               | TBA                 | TBA                 | TBA             |
| American Crime Story    |      | 4    | Studio 54                           | TBA          | TBA                  | TBA                 | FX               | TBA                 | TBA                 | TBA             |
| American Horror Stories |      | 1    | -                                   | 7            | 2021. július 15.     | 2021. augusztus 19. | FX on Hulu       | TBA                 | TBA                 | TBA             |
| American Horror Stories |      | 2    | -                                   | TBA          | TBA                  | TBA                 | FX on Hulu       | TBA                 | TBA                 | TBA             |
| American Love Story     |      | 1    | TBA                                 | TBA          | TBA                  | TBA                 | FX               | TBA                 | TBA                 | TBA             |
| American Sports Story   |      | 1    | TBA                                 | TBA          | TBA                  | TBA                 | FX               | TBA                 | TBA                 | TBA             |

## Fordítás
Ez a szócikk részben vagy egészben  az   American Story (franchise) című angol Wikipédia-szócikk ezen változatának fordításán alapul.  Az eredeti cikk szerkesztőit annak laptörténete sorolja fel. Ez a jelzés csupán a megfogalmazás eredetét és a szerzői jogokat jelzi, nem szolgál a cikkben szereplő információk forrásmegjelöléseként.